# Josef Jäger (Redaktor)
Josef Jäger (* 15. März 1916 in Waldstatt; † 1. Juli 1992 in Bern; heimatberechtigt in Urnäsch) war ein Schweizer Journalist und Redaktor aus dem Kanton Appenzell Ausserrhoden. 

## Leben
Josef Jäger war ein Sohn von Josef Jäger, Arbeiter, und Ursula Bertha Wolgensinger. Er heiratete Klara Büchler. Eine zweite Ehe ging er mit Frieda Tanner ein. Im Jahr 1954 verehelichte er sich ein drittes Mal mit Irene Steiger von Flawil. Durch den frühen Tod seiner Eltern musste Jäger auf das Studium der Journalistik verzichten. Hauptsächlich in der Textilindustrie tätig, betrieb er autodidaktische Studien in Geschichte und Volkswirtschaft. 
Im Jahr 1940 begann seine journalistische Tätigkeit zuerst als freier Mitarbeiter. Anschliessend arbeitete er als Redaktor des St. Galler Tagblatts. Ab 1945 war er freier Korrespondent verschiedener Zeitungen. Im Jahr 1947 trat er in die Redaktion der Schweizerischen Politischen Korrespondenz ein. Von 1958 bis 1981 war er deren Direktor und Chefredaktor. Jäger setzte sich stets für eine vielgestaltige und dezentralisierte Presse ein. Im Jahr 1961 gründete er die Arbeitsgemeinschaft der Lokal- und Regionalpresse.

## Werke
Josef Jäger: Das Bild der Schweizer Presse, gestern, heute, morgen. Verlag Paul Haupt, Bern/Stuttgart 1967.